# Coppa del mondo di ciclismo su strada femminile 2001
La Coppa del mondo di ciclismo su strada femminile 2001 (en.: 2001 UCI Women's Road World Cup), quarta edizione della competizione, prevedeva nove eventi tra il 10 marzo e il 16 settembre 2001.
La australiana Anna Millward si aggiudicò il titolo individuale.

## Corse
| # | Data         | Corsa                            | Vincitrice        | Squadra              | Leader della CdM |
| - | ------------ | -------------------------------- | ----------------- | -------------------- | ---------------- |
| 1 | 10 marzo     | Canberra World Cup               | Anna Millward     | Saturn Cycling Team  | Anna Millward    |
| 2 | 18 marzo     | Hamilton World Cup               | Anna Millward     | Saturn Cycling Team  | Anna Millward    |
| 3 | 24 marzo     | Primavera Rosa                   | Susanne Ljungskog | Vlaanderen           | Anna Millward    |
| 4 | 18 aprile    | La Flèche Wallonne Femmes (2001) | Fabiana Luperini  | Edil Savino          | Anna Millward    |
| 5 | 3 giugno     | Coupe du Monde de Montréal       | Geneviève Jeanson | Rona                 | Anna Millward    |
| 6 | 10 giugno    | Liberty Classic                  | Petra Rossner     | Saturn Cycling Team  | Anna Millward    |
| 7 | 3 agosto     | Trophée International-Bordeaux   | Ol'ga Sljusareva  | Carpe Diem-Itera     | Anna Millward    |
| 8 | 8 settembre  | Grand Prix de Suisse             | Susanne Ljungskog | Vlaanderen-T Interim | Anna Millward    |
| 9 | 15 settembre | Rotterdam Tour                   | Judith Arndt      | Red Bull Frankfurt   | Anna Millward    |

## Classifiche
| Pos. | Corridore           | Squadra     | Punti |
| ---- | ------------------- | ----------- | ----- |
| 1    | Anna Millward       | Saturn      | 324   |
| 2    | Mirjam Melchers     | Acca Due O  | 285   |
| 3    | Susanne Ljungskog   | Vlaanderen  | 240   |
| 4    | Fabiana Luperini    | Edil Savino | 136   |
| 5    | Debby Mansveld      | Vlaanderen  | 112   |
| 6    | Heidi Van De Vijver | Vlaanderen  | 101   |
| 7    | Zinaida Stahurskaja | GAS         | 91    |
| 8    | Petra Rossner       | Saturn      | 86    |
| 9    | Judith Arndt        | Red Bull    | 85    |
| 10   | Edita Pučinskaitė   | Alfa Lum    | 80    |